# Kunžvartské sedlo
Kunžvartské sedlo je horské sedlo na Šumavě v nadmořské výšce 877 m, poblíž česko–německé státní hranice. V sedle leží městys Strážný.

## Historie
Přes Kunžvartské sedlo vedla tzv. vimperská zlatá stezka. Na ochranu této stezky zde byl vybudován strážní hrad Kunžvart.

## Současnost
Přes sedlo vede česká silnice I/4, která za státní hranicí (silniční hraniční přechod Strážný–Phillippsreut), pokračuje jako německá silnice B12. Dále je zde turistické přeshraniční propojení Kunžvartské sedlo – Vorderfirmiasreut.